# Oncideres punctata
Oncideres punctata es una especie de escarabajo longicornio de la subfamilia Lamiinae. Fue descrita científicamente por Dillon & Dillon en 1946.
Se distribuye por Costa Rica, El Salvador, Guatemala, Honduras, México y Nicaragua. Posee una longitud corporal de 11,5 milímetros. El período de vuelo de esta especie ocurre en los meses de enero, mayo, junio, julio, agosto, septiembre, octubre, noviembre y diciembre.
Oncideres punctata se alimenta de plantas y arbustos de la familia Boraginaceae y subfamilia Mimosoideae. Es insecto barrenador de la Albizia guachapele.